# Венсеслау-Брас (микрорегион)

Венсеслау-Брас на карте.

Венсеслау-Брас (порт. Microrregião de Wenceslau Braz) — микрорегион в Бразилии, входящий в штат Парана. Составная часть мезорегиона Север Пиунейру-Паранаэнси. 
Население составляет 	98 859	 человек (на 2010 год). Площадь — 	3161,229	 км². Плотность населения — 	31,27	 чел./км².

## Демография
Согласно сведениям, собранным в ходе переписи 2010 г. Национальным институтом географии и статистики (IBGE), население микрорегиона составляет:						
| Полное население                             | Полное население                             | Полное население                             | Полное население                             | 98 859 |
| -------------------------------------------- | -------------------------------------------- | -------------------------------------------- | -------------------------------------------- | ------ |
| в том числе:                                 | Городское население                          | 70 940                                       | Процент городского населения, %              | 71,76  |
|                                              | Сельское население                           | 27 919                                       | Процент сельского населения, %               | 28,24  |
|                                              | Мужское население                            | 49 500                                       | Процент мужского населения, %                | 50,07  |
|                                              | Женское население                            | 49 359                                       | Процент женского населения, %                | 49,93  |
| Плотность населения, чел/км²                 | Плотность населения, чел/км²                 | Плотность населения, чел/км²                 | Плотность населения, чел/км²                 | 31,27  |
| Население микрорегиона в % к населению штата | Население микрорегиона в % к населению штата | Население микрорегиона в % к населению штата | Население микрорегиона в % к населению штата | 0,95   |

## Статистика
- Валовой внутренний продукт на 2003 год составляет 592 948 241,00 реалов (данные: Бразильский институт географии и статистики).
- Валовой внутренний продукт на душу населения на 2003 год составляет 6082,34 реалов (данные: Бразильский институт географии и статистики).
- Индекс развития человеческого потенциала на 2000 год составляет 0,732 (данные: Программа развития ООН).

## Состав микрорегиона
В состав микрорегиона включены следующие муниципалитеты:
1. Карлополис
2. Гуапирама
3. Жоакин-Тавора
4. Куатигуа
5. Салту-ду-Итараре
6. Сантана-ду-Итараре
7. Сикейра-Кампус
8. Сан-Жозе-да-Боа-Виста
9. Томазина
10. Венсеслау-Брас